# Frontinellina frutetorum
Frontinellina frutetorum là một loài nhện trong họ Linyphiidae.